# 다니 모라이스
다니 비텡코흐 모라이스(포르투갈어: Danny Bittencourt Morais, 1985년 6월 29일 ~ )는 브라질의 전 축구 선수로, 현역 시절 포지션은 센터백이었다. 2017 시즌 K리그 챌린지 부산 아이파크에서 활약한 바 있으며, K리그 등록명은 모라이스였다.